# ديتايلز
ديتايلز (بالإنجليزية: Details)‏ هي مجلة شهرية أمريكية للرجال تأسست في 1982 وتصدرها كوندي ناست بابليكايشنز. رغم أن ديتايلز اُطلقت مجلة للموضة ونمط الحياة فهي تنشر تقارير عن قضايا اجتماعية وسياسية ذات علاقة.

## التاريخ
اشترى آلان باتريكوف المجلة في 1987 ثم اشترتها كوندي ناست بابليكايشنز في 1988 مقابل $2 مليون دولار . يرجع أصل الشكل الحالي للمجلة لإعادة إطلاق وقعت في أكتوبر 2000 بعد تحويل المجلة من كوندي ناست بابليكايشنز للقسم الشقيق فيرتشيلد بابليكايشنز.
تم تعليق صدور المجلة مؤقتا في الفترة بين آخر عدد ضمن كوندي ناست وأول عدد ضمن فيرتشيلد. وسمح ذلك بإعادة تصميم وإعادة تموقع استراتيجي موسعان للمجلة.

## الموظفون والمساهمون
يشمل المساهمون المتكررون أوغستون بوروز ومايكل شابون.
محررها الحالي هو دان بيريز زوج الممثلة الأسترالية سارة وينتر.

## وصلات خارجية
- الموقع الرسمي